# シャクヤク

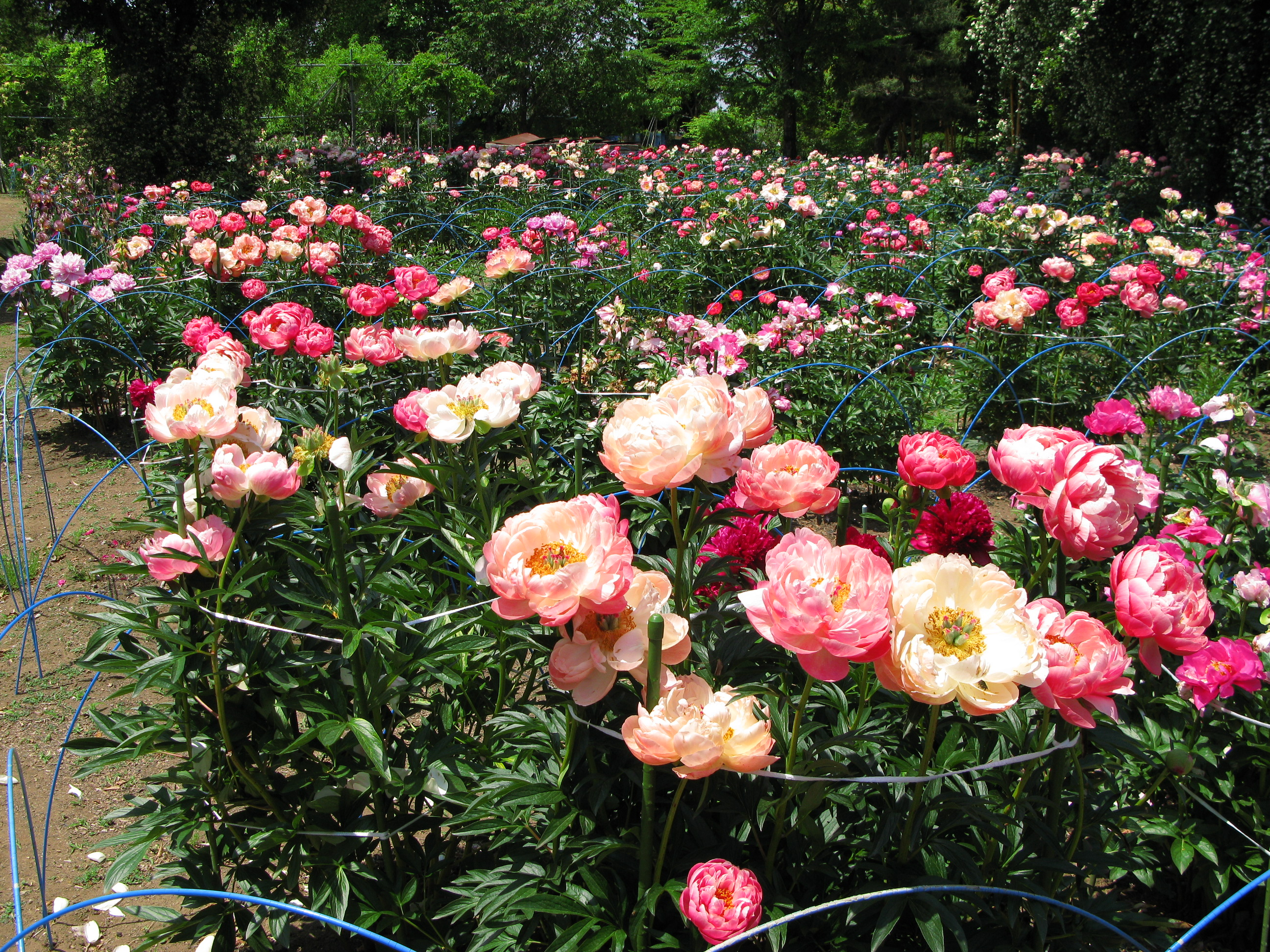
シャクヤクの栽培

シャクヤク（芍薬）は、ボタン科の多年草である。学名は Paeonia lactiflora（広義）、または Paeonia lactiflora var. trichocarpa（標準）。初夏、大形の紅・白色などのボタンに似た花を開く。アジア大陸北東部の原産。花は一重、八重があり、花色もさまざまで、多くの園芸品種がある。いずれも薬用になる。

## 特徴
シベリア、中国、モンゴルの原産。日本には古く中国から渡来し、薬用、観賞用に栽培されている。
ボタンが樹木であるのに対して、シャクヤクは草本である。高さは約60 cm。根は赤褐色から褐色の紡錘形、十数本が横走する。茎は毎春数本が直立し、数枚の葉を互生する。下部の葉は2回3出複葉、しばしば2 - 3裂し、葉脈と葉柄は赤色を帯びる。上部の葉は簡単になる。
花期は初夏（5 - 6月）、茎頂に1個の花を咲かせる。冬には地上部が枯れてしまい休眠する。
花の形は「一重咲き」「八重咲き」「翁咲き」などがある。これを含め日本のシャクヤクは一重咲きが中心で、特に雄蕊が大きく発達して盛り上がり花の中央部を飾るものが多く、全般にすっきりした花容である。この花型を「金蕊（しべ）咲き」と呼び、海外では「ジャパニーズ・タイプ」と呼んでいる。外国での品種は「洋芍」とよばれる。
牡丹が「花王」と呼ばれるのに対し、芍薬は花の宰相、「花相（かしょう）」と呼ばれる。

## 歴史
ボタンの台木として使用されるがシャクヤク自体の花も美しく、中国で、宋代には育種が始まっている。江戸時代には「茶花」として鑑賞され、品種改良も行われた古典園芸植物でもある。また熊本藩では武士の素養として園芸を重要視し、奨励された。特に六種類の植物が盛んに栽培、育種され、これを「肥後六花」と総称するが、キク、朝顔、椿等と共にシャクヤクもそこに加わっている。この熊本で育種された系統を「肥後芍薬」と呼ぶ。
近代に入り西洋にも紹介され、19世紀には特にフランスで品種改良がなされ、豪華な千重咲き大輪の品種群が生まれた。明治時代以降の日本では、神奈川県農事試験場（現：神奈川県農業技術センター）がこれらを導入し従来の日本の品種群との交配を重ねて、新たな一群が作られた。その後日本でも切り花用品種の育成が続いているほか、伊藤東一によりボタンの黄花品種との交配により濃黄色の品種がいくつか生まれ、世界的にも注目された。また20世紀後半にはアメリカでの育種が進み、いくつかの近縁種との種間交雑も試みられ、従来にない花色を備えたものもいろいろと現れている。

## 栽培
寒さに強く、排水のよい肥沃地に適し、高温多湿を嫌う。9月下旬から10月にかけて、株分けで増やすことが一般的。
- 白のシャクヤクの花。
- 園芸品種「花篭」

## 薬用
シャクヤクまたは近縁植物の根は、収斂・消炎・鎮痛・抗菌・止血・浄血・抗痙攣作用がある生薬であり、日本薬局方に収録されている。生薬名は、芍薬（しゃくやく）が根、赤芍薬が根を加工せずにそのまま乾燥したもの、白芍薬（一名真芍）が根を湯通しして乾燥したものである。初出は『神農本草経』。漢方ではポピュラーな生薬で葛根湯、十全大補湯、芍薬甘草湯、大柴胡湯、当帰芍薬散、四物湯、桂枝加芍薬湯など多くの漢方方剤に配合される。根には配糖体であるペオネフリン、アルカロイドであるペオニンが含まれる。
生薬の芍薬は、10月ころ根を掘り上げて、茎と根を取り除いて水洗いし、10 cmほどに切って天日乾燥したものである。または、熱湯に20分ほど浸すか、蒸してから乾燥させている。民間療法では、虚弱体質や婦人病の人に、根3 - 6グラムを水400 ccで半量になるまでとろ火で煮詰めて煎じた汁を、温かいうちに1日3回服用する用法が知られている。
現在、中国では芍薬を赤芍と白芍とを区別して用いている。一時期、赤花を赤芍、白花を白芍としたり、野生品を赤芍、栽培品を白芍としたりしたが、外皮をつけたまま乾燥したものを赤芍、外皮を取り去って乾燥させたものを白芍とするのが正しい区別である。

## 近縁種
ボタンやヤマシャクヤク、パエオニア・ムロコセウィッチー、パエオニア・テヌイフォリア、パエオニア・オフィキナリスなど日本から中央アジア、地中海沿岸まで十数種が分布している。

## 比喩、文学
美女の形容として「立てば芍薬、座れば牡丹、歩く姿は百合の花」という都々逸がある。漢方薬や東洋医学関係者の間では、この文言は元々は婦人の生薬の使い方を示す漢方の言で、イラ立ちやすい女性は芍薬の根を、座りがちの女性は牡丹の根の皮を、フラフラ歩く女性は百合の根を用いると良いという意味だとする説が語られ、実際に応用されている。ただし、本当の由来についてはっきりしたことは分かっていない。
小野小町の百夜通い伝説の一つに、小町を慕う深草少将に毎晩芍薬を一株ずつ通い路に植えて百株になったら契りを交わすと約束するものがある。